# Тупу
Тупу или топо — общепринятая мера длины и сельскохозяйственная мера площади у Инков. Слово пришло из языка пукина и прижилось в языках аймара и кечуа. Переводится как «мера».

## Единица измерения длины
Как общепринятая мера длины использовалась для измерения расстояний на инкских дорогах и отмечалась межевыми столбами — приблизительно была равна 8,36 км или полутора лигам Кастилии.

## Единица измерения площади

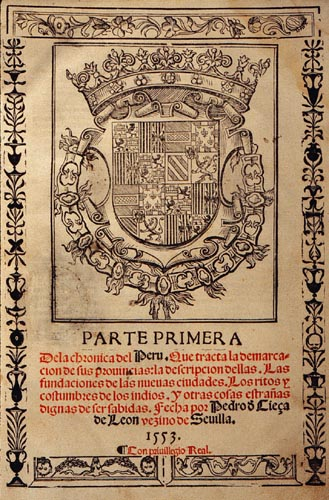
Первая часть книги «Хроника Перу», (1553).

Как сельскохозяйственная единица измерения площади представляет собой часть или единицу земли, которую каждому вассалу (подданному) приказывали выделять инки. Эта часть, доля, составляла 60 шагов в длину и 50 в ширину, то есть ок. 0,1643 га; как средство измерения сохранялось и применялось в некоторых районах Перу и Боливии до XVIII века.

### Меньшие величины площади
В своих исследованиях Вальдемар Эспиноса указывает, что у разных групп тупу означало разный размер:
- 1 тупу = от 25 до 50 брасов («brazas»). 1 брас = 1 сажени = 1,7 метра.
- 1 чекта (checta) = 1/2 тупу.
- 1 силько (sillco) = 1/4 тупу.
- 1 кутму (cutmu) = 1/8 тупу.

### Книги
- Купрієнко С.А. Суспільно-господарський устрій імперії інків Тавантінсуйу : автореф. дис. на здобуття наук. ступеня канд. істор. наук : 07.00.02. (укр.) / Купрієнко Сергій Анатолійович ; КНУ імені Тараса Шевченка. — Киев: ЛОГОС, 2013. — 20 с.
- Куприенко С.А. Источники XVI-XVII веков по истории инков: хроники, документы, письма / Под ред. С.А. Куприенко.. — Киев: Видавець Купрієнко С.А., 2013. — 418 с. — ISBN 978-617-7085-03-3.
- Пачакути Йамки Салькамайва, Куприенко С.А. Доклад о древностях этого королевства Перу / пер. С. А. Куприенко.. — Киев: Видавець Купрієнко С.А., 2013. — 151 с. — ISBN 978-617-7085-09-5.
- Талах В.Н., Куприенко С.А. Америка первоначальная. Источники по истории майя, науа (астеков) и инков / Ред. В. Н. Талах, С. А. Куприенко.. — Киев: Видавець Купрієнко С.А., 2013. — 370 с. — ISBN 978-617-7085-00-2.

### Статьи
- Купрієнко C. А. Історіографія суспільно-господарського устрою інків. (укр.) // Вісник Київського національного університету імені Тараса Шевченка. Історія : журнал. — Киев, 2011. — Вип. 107. — С. 22-24. — ISSN 1728-2640.
- Купрієнко C. А. Система державного управління господарством в імперії інків. (укр.) // Дні науки історичного факультету-2011: Матеріали {IV} Міжнародної наукової конференції молодих учених, присвяченої 20-річчю Незалежності України. Вип. {IV:} у 6-х част. : журнал. — Киев, 2011. — Вип. IV. — С. 33–34.
- Купрієнко С. А. Функціонування системи постоялих дворів, складів і сховищ в Імперії інків. (укр.) // Вісник Академії праці і соціальних відносин Федерації профспілок України: Науковий збірник : журнал. — Киев, 2011. — Вип. 3(59). — С. 110-115.
- Купрієнко C. А. Імперія інків. Кіпу з Чупачу: організація праці, календар і чисельність населення. (укр.) // Дні науки історичного факультету-2012: Матеріали V Міжнародної наукової конференції молодих учених. – Вип. V: у 7-х част. : журнал. — Киев, 2012. — Вип. V. — С. 19–21.
- Куприенко C. А. Историография общественно-хозяйственного устройства империи инков (недоступная ссылка — история) // Проблемы истории, филологии, культуры : журнал. — Москва-Магнитогорск-Новосибирск, 2013. — Вып. 1 (39). — С. 57-64. — ISSN 1991-9484.
- Талах В. Н., Куприенко C. А. Календарь доколумбовых индейцев Анд по сведениям Фернандо де Монтесиноса и Бласа Валеры (недоступная ссылка — история) // Проблемы истории, филологии, культуры : журнал. — Москва-Магнитогорск-Новосибирск, 2013. — Вып. 1 (39). — С. 65-75. — ISSN 1991-9484.
- Куприенко C. А., Ракуц Н. В. [/ Система государственного накопления и распределения продукции в империи инков] // Ойкумена. Регионоведческие исследования : журнал. — 2013. — Вып. 2. — С. 87-94. — ISSN 1998-6785.